# 北海道中標津高等学校
北海道中標津高等学校（ほっかいどうなかしべつこうとうがっこう、Hokkaido Nakashibetsu High School）は、北海道標津郡中標津町にある道立高等学校である。男女共学。学科は普通科、総合ビジネス科からなる。地元の通称はN高。

## 沿革
- 1948年（昭和23年） - 【創立】中標津村立中標津高等学校の設置が認可される。全日制普通科1間口を村立中標津中学校内に設置。【定時制設置】同年、定時制を設置。
- 1949年（昭和24年） - 【移管】中標津村から北海道に移管。北海道立中標津高等学校に改称される。【移転】校舎を新築したため、現在の町立中標津小学校の位置に移転。
- 1950年（昭和25年） - 【改称】北海道中標津高等学校に改称。現校名になる。【分校設置】同年、標津郡標津村に標津分校、中標津町計根別に計根別分校、野付郡別海村西別に西別分校を設置。定時制の課程を置いた。
- 1952年（昭和27年） - 【分校移管】標津分校を標津村に移管、村立標津高等学校に改称される。計根別分校を中標津町に移管、北海道中標津計根別高等学校に改称される。
- 1960年（昭和35年） - 【移転】町立中標津小学校と校舎を交換する形で移転、現在地となる。
- 1967年（昭和42年） - 【分校移管】西別分校を別海村に移管、北海道別海酪農高等学校に改称される。
- 1985年（昭和60年） - 【定時制廃止】定時制が閉鎖される。
- 1993年（平成5年） - 校舎改築工事完成。天文台が設置される。
- 2021年（令和3年）- 商業科、事務情報科を統合し「総合ビジネス科」となる。

## クラブ活動

### ラグビー部
昭和27年創部、地区大会に相当する全道大会の常連校であり、遠藤幸佑（法政大学→トヨタ自動車）、大門隼人（筑波大学→神戸製鋼）などのラグビー日本代表選手や、トップリーグ選手としては久保知大（筑波大学→東芝）、中井高志（流通経済大学→セコムラガッツ）を輩出している。
- 1967年（昭和42年）第22回埼玉県国民体育大会に出場。1回戦の山口県代表・山口農業高校に勝利（9-3）。準決勝は新潟県代表・新潟工業高校に敗退（0-11）。
- 1970年（昭和45年）北北海道地区代表として、第50回全国高校ラグビー大会に出場。1回戦の佐賀県代表・佐賀工業高校に敗退（6-24）。
- 1971年（昭和46年）第26回和歌山県国民体育大会に出場。1回戦の大分県代表・大分舞鶴高校に抽選で次戦進出（10-10）。準決勝は京都府代表・花園高校に敗退（0-22）。
- 1973年（昭和48年）北北海道地区代表として、第53回全国高校ラグビー大会に出場。1回戦の広島県代表・広島工業高校に敗退（0-21）。
- 1997年（平成9年）北北海道地区代表として、第77回全国高校ラグビー大会に出場。1回戦の鹿児島県代表・鹿児島工業高校に敗退（17-19）。
- 1998年（平成10年）北北海道地区代表として、第78回全国高校ラグビー大会に出場。島根県代表の江の川高校（現・石見智翠館高校）に破れる（14-24）。
- 2000年（平成12年）北海道代表として、第1回全国高校選抜ラグビー大会にBブロックで出場。1回戦は鳥取県代表の米子東高校と対戦して勝利（68-7）。2回戦（準決勝）は神奈川県代表の桐蔭学園高校と対戦して敗退（8-56）。
- 2002年（平成14年）北北海道地区代表として、第82回全国高校ラグビー大会に出場。1回戦は高知県代表の土佐塾高校に勝利（66-0）。2回戦は秋田県代表の秋田工業高校と対戦して敗退（0-29）。
- 2006年（平成18年）北北海道地区代表として、第86回全国高校ラグビー大会に出場。1回戦の滋賀県代表・八幡工業高校に敗退（12-41）。
- 2014年（平成26年）北北海道地区代表として、第94回全国高校ラグビー大会に出場。1回戦は岡山県代表の津山工業高校に勝利（36-12）。2回戦は奈良県代表の御所実業高校と対戦して敗退（7-117）。
- 2017年  （平成29年）北北海道地区代表として、第97回全国高校ラグビー大会に出場。1回戦の高知県代表の土佐塾高校に敗退（10-45）。

### 野球部
- 1990年（平成2年）北北海道地区代表として、第72回全国高等学校野球選手権大会に出場。1回戦はシード。和歌山県代表の県立星林高校と対戦した2回戦で敗退（4-5、延長10回）。大会後、エースの武田勉（元室蘭シャークス）投手は高校選抜メンバーにも選出される。2024年春に21世紀枠で出場した北海道別海高等学校に更新されるまで、甲子園歴代出場校で最東端に位置していた。

### 合唱部
- 1996年（平成8年）北海道代表として、第49回全日本合唱コンクール全国大会に出場。高校の部Bグループにて銅賞を受賞。
- 2004年（平成16年）北海道代表として、第57回全日本合唱コンクール全国大会に出場。高校の部Aグループにて金賞を受賞。

### ワープロ部
- 2009年6月11から12日に行われた第56回全国高等学校ワープロ競技大会北海道予選にて団体競技優勝、個人競技が2位にて全国大会に出場。なおこの結果は、商業科専門高校以外では最高位という快挙を成し遂げた。

### ESS部
- 2008年10月31日に行われた高文連第29回北海道高等学校英語弁論大会釧根支部大会において本校から初出場でありながら当時1年生の部員が第3位を受賞。

## 著名な出身者
- エナ - シンガーソングライター
- 遠藤幸佑 - ラグビーユニオン選手
- 久保知大 - ラグビーユニオン選手
- 清水とおる - 気象予報士
- すまけい - 俳優
- 大門隼人 - ラグビーユニオン選手
- 西村穣 - 第9代中標津町長
- 柳家やなぎ ‐ 落語家
- 細海魚-ミュージシャン